# شكاعة صمغية
الشكاعة الصمغية أو بركان أو شكعة (باللاتينية: Fagonia glutinosa) نوع نباتي ينتمي إلى جنس الشكاعة من الفصيلة القديسية.

## الموئل والانتشار
موطنه بلاد الشام والمغرب العربي ومصر.